# Renato Castellani
Pour les articles homonymes, voir Castellani.
Renato Castellani est un scénariste et réalisateur de cinéma italien, né le 4 septembre 1913 à Finale Ligure (Ligurie) et mort le 28 décembre 1985 à Rome.

## Biographie
Renato Castellani suit une formation en architecture, puis travaille à la radio (1934). Il collabore également à la revue Cinema. Il débute, en tant que scénariste, pour L'orologio a cucù de Camillo Mastrocinque en 1938. Puis, il devient l'assistant d'Alessandro Blasetti pour une de ses réalisations les plus ambitieuses : La Couronne de fer en 1940. Il passe à la réalisation, dès l'année suivante, avec Un coup de pistolet (Un colpo di pistola) - inspiré d'une nouvelle d'Alexandre Pouchkine - film emblématique d'une tendance apparue au début des années 1940 que l'on nommera courant calligraphique, et auquel Zazà, le film suivant, se rattache encore. Castellani atténue son raffinement esthétique dans Mio figlio professore (1946), où l'humanité de l'histoire prime sur les valeurs formelles. Avec Sous le soleil de Rome (1948), Castellani inaugure un triptyque néo-réaliste, beaucoup plus descriptif qu'engagé, constitué par È primavera (1950) et surtout Deux Sous d'espoir (1951), Palme d'or au Festival de Cannes. Roméo et Juliette, Lion d'Or à Venise (1954) marque le retour du cinéaste au film en costumes, conçus, à cette occasion, par Leonor Fini. Il essaye, par la suite, de renouer avec des films sociaux, mais il n'obtient plus la même réussite.

## Filmographie partielle

### En tant que scénariste
- 1938 : L'orologio a cucù, de Camillo Mastrocinque
- 1939 : Une aventure de Salvator Rosa (Un'avventura di Salvator Rosa) d'Alessandro Blasetti
- 1940 : Centomila dollari  de Mario Camerini
- 1945 : Malia de Giuseppe Amato
- 1949 : Fabiola, d'Alessandro Blasetti - Non crédité
- 1949 : Romanticismo de Clemente Fracassi
- 1952 : Amour et Jalousie, d'Alessandro Blasetti
- 1958 : Résurrection (Auferstehung) de Rolf Hansen
- 1964 : Mariage à l'italienne (Matrimonio all'italiana), de Vittorio De Sica
- 1969 : Pleins Feux sur l'archange (L'arcangelo), de Giorgio Capitani

### En tant qu'acteur
- 1942 : Un coup de pistolet (Un colpo di pistola)
- 1949 : Totò le Moko

### En tant que réalisateur
- 1942 : Un coup de pistolet (Un colpo di pistola)
- 1943 : La donna della montagna
- 1944 : Zazà
- 1946 : Mon fils professeur (Mio figlio professore)
- 1948 : Sous le soleil de Rome (Sotto il sole di Roma) - également scénariste
- 1950 : È primavera
- 1951 : Deux Sous d'espoir (Due soldi di speranza) - également scénariste
- 1954 : Roméo et Juliette (Giulietta e Romeo) - également scénariste
- 1957 : Rien que nous deux (I sogni nel cassetto) - également scénariste
- 1958 : L'Enfer dans la ville (Nella città dell'inferno) - également scénariste
- 1961 : Il brigante - également scénariste
- 1963 : La Mer à boire (Mare matto) - également scénariste
- 1964 : Pour trois nuits d'amour (Tre notti d'amore)
- 1964 : Contre-sexe (Controsesso)
- 1967 : Fantômes à l'italienne (Questi fantasmi) - également scénariste
- 1969 : Una breve stagione
- 1971 : Léonard de Vinci (La vita di Leonardo Da Vinci), feuilleton télévisé, également scénariste
- 1978 : Il furto della Gioconda (it), feuilleton télévisé
- 1982 : Verdi (it), feuilleton télévisé

## Récompenses et distinctions
- 1948 : Grand Prix pour Sous le soleil de Rome (Sotto il sole di Roma) à la Mostra de Venise
- 1952 : Ruban d'argent du réalisateur du meilleur film lors des Rubans d'argent 1952
- 1952 : Grand prix pour Deux Sous d'espoir au Festival de Cannes 1952
- 1952 : Grand Prix pour Deux Sous d'espoir (Two Cents Worth of Hope) au New York Film Critics Circle
- 1954 : Nomination pour le British Academy Film Award du meilleur film pour Deux Sous d'espoir lors de la 7e cérémonie des British Academy Film Awards
- 1954 : Lion d'or pour Roméo et Juliette à la Mostra de Venise
- 1954 : Meilleur réalisateur pour Roméo et Juliette au National Board of Review
- 1954 : Meilleur Film pour Roméo et Juliette au New York Film Critics Circle
- 1954 : Meilleur réalisateur pour Roméo et Juliette au New York Film Critics Circle
- 1955 : Nomination au British Academy Film Award du meilleur film britannique pour Roméo et Juliette lors de la 8e cérémonie des British Academy Film Awards